# 錦泰広場駅
錦泰広場駅（きんたいひろばえき）は、中華人民共和国湖南省長沙市芙蓉区にある長沙地下鉄2号線の駅である。

## 駅構造
- 島式ホーム1面

## 駅周辺
- 長沙泰康寵物医院[1]
- 長沙駅東駅舎（長株潭都市間鉄道）